# Мануел Рохас
Мануел Рохас (на испански: Manuel Rojas) е чилийски журналист, поет и писател на произведения в жанра съвременен роман и пътепис.

## Биография и творчество
Мануел Рохас Сеплуведа е роден на 8 януари 1896 г. в Буенос Айрес, Аржентина. През 1899 г. семейството му се завръща в Сантяго, но през 1903 г., след смъртта на баща му, майка му се завръща отново в Буенос Айрес. Там посещава училище до единайсетгодишна възраст. През 1908 г. се преместват в Росарио, а през 1910 г. в Мендоса. През 1912 г. решава да се върне сам в Чили. Минава през труден период като работи на най-различни временни места – бояджия, помощник-електротехник, селскостопански работник, хамалин, работник на Трансандската железопътна линия, нощен пазач, типограф, и актьор в малки пътуващи трупи.
Започва да си сътрудничи с анархистите и пише за техните издания „Протест“ в Буенос Айрес и „Битката“ в Сантяго. Арестуван е през 1913 г. по време на репресиите. През 1917 г. дебютира със сонета „El gusano“ в списанието на анархистите „Los Die“. Първата му стихосбирка „Poéticas“ е публикувана в Мендоса през 1921 г., първият му сборник с разкази „Hombres del Sur“ през 1926 г.
През 1928 г. започва работа като библиотекар на Националната библиотека на Чили и прави преводи за различни издатели. Същата година се жени за учителката и поетеса Мария Баеза, с която имат три деца – Мария, Паз и Патрисио. Тя умира през 1936 г.
Първият му роман „Лодки в залива“ е издаден през 1932 г. През 1936 г. поема ръководството на печатницата на Чилийския университет. През 1941 г. се жени за Валери Едуардс.
През 1951 г. е издаден литературния му шедьовър „Син на крадец“. Историята е за юношата Аницето Хевия, който е син на крадец. Той носи клеймото на бащиния си порок и се бори да запази човешкото си достойнство и да постигне обикновено човешко щастие. През 2002 г. романът е екранизиран във филма „Крадецът и съпругата му“ с участието на Ампаро Ногуера, Рамон Лао и Серхио Ернадес. Чрез този роман къса с чилийския литературен стил „креолизъм“ и въвежда теми с общочовешки перспективи.
През 1952 г. пътува за първи път до Куба и след това става преподавател по журналистика в Чилийския университет. През 1957 г. е удостоен с Националната награда за литература на Чили за творчеството си.
През 1962 г. пътува до Мексико, където живее една година, в Сиудад Хуарес се жени с третата си съпруга Джулиан Кларк, и пише „Преминаване през Мексико за един ден“. Четири години по-късно той обикаля Европа, посещава Испания, Португалия, Франция, Русия и Англия. През 1966 г. той заминава за Куба, първоначално като чилийски делегат на „Триконтиентната конференция“ заедно със Салвадор Алиенде, а след това участва в журито на литературния конкурс „Casa de las Américas“. От Куба той пътува до Европа и посещава Испания, Португалия, Италия, Франция, Англия, Чехословакия и Русия и се връща в Чили през САЩ. През 1969 г. е поканен в Израел, а през същата година публикува своите впечатления от тази страна в книгата „Пътуване до страната на пророците“. Пътува до Гърция и Испания.
По-късно става професор в Чилийския университет и изнася лекции по американска литература в него и в Съединените щати. Последният му роман „La oscura vida radiante“ е публикуван в Аржентина през 1971 г., а в Чили през 1982 г. поради забраната му от диктатурата на Пиночет.
Мануел Рохас умира на 11 март 1973 г. в Сантяго, Чили.
На него е именувана учредената през 2012 г. годишната „Иберо-американска литературна награда“ присъждана от международно жури.

## Произведения
Самостоятелни романи и новели
- Lanchas en la bahía (1932)
Лодки в залива, изд.: „Георги Бакалов“, Варна (1977), прев. Тодор Ценков
- La ciudad de los Césares (1936)
- Punta de rieles (1960)
- Sombras contra el muro (1964)
- La oscura vida radiante (1971)

### Серия „Аницето Хевия“ (Aniceto Hevia)
1. Hijo de ladrón (1951)
Син на крадец, изд.: „Народна култура“, София (1973), прев. Венцеслав Николов
2. Mejor que el vino (1958)
3. Sombras contra el muro (1964)

### Разкази
- Hombres del Sur (1926)
- El Delincuente (1929)
- El Bonete Maulino (1943)
- Imágenes de infancia (1955)
- El vaso de leche (1927)

### Поезия
- Poéticas (1921)
- Tonada del transeúnte (1927)
- Travesía (1934)
- Desecha rosa (1954)

### Пиеси
- Población esperanza (1958) – с Исидора Агуар

### Документалистика
- De la poesía a la revolución (1938)
- José Joaquin Vallejo (1942)
- Chile:cinco navegantes y un astrónomo (1956)
- Los costumbristas chilenos (1957)
- El árbol siempre verde (1960)
- Antología autobiográfica (1962)
- Esencias del pais chileno (1963)
- Historia Breve de la literatura chilena (1964)
- Manual de literatura chilena (1964)
- Pasé por México un dia (1965)
- Viaje al país de los profetas (1969)
- Justo Arteaga Alemparte (1974)

### Екранизации
- 2002 Un ladrón y su mujer – по „Hijo de ladrón“